# Compact Disco
A Compact Disco egy magyar, elektronikus zenei együttes és zenei produceri trió. 2008-ban alapította három különböző zenei hátterű zenész Budapesten. Magyarországot ők képviselték a 2012-es Eurovíziós Dalfesztiválon Azerbajdzsánban, ahol 19 ponttal a 24. helyezést érték el. A stílusuk, a dalaik ritmusa és hangszerelése leginkább az italo disco stílus jegyeit vonultatja fel.

## Történetük

### Megalakulás és a korai események
Lotfi, Pál és Walkó először 2005-ben találkoztak, amikor Lotfi Behnam techno produceri duója, a Collins and Behnam Adamski és Seal Killer című számát tervezték feldolgozni és ehhez énekest kerestek. A televízióban látta énekelni Walkó Csabát és felkérte, hogy énekelje fel a feldolgozást. Walkó akkoriban egy funk-pop zenekarban, a Brownfieldben énekelt és megkérte néhány zenésztársát, hogy kísérjék el a felvételre. Közülük az egyik volt Pál Gábor, aki a Toy Division nu-jazz zenekarnak is alapítója volt. A három zenész ekkor találkozott először.
2008 nyarán Lotfi felvetette Walkónak egy vokális elektronikus popzenei együttes ötletét, aki megkérte billentyűsét, Pált, hogy csatlakozzon hozzájuk. Először 2008 augusztusában ültek össze, és rögtön nekiláttak az első daluk elkészítéséhez (ez később a "Fly or Dive" címet kapta).
2009 márciusáig írták és hangszerelték a dalokat. Ekkorra házi stúdiójukban az éneksávok kivételével a teljes zenei alap elkészült és áprilisban nekifogtak az ekkor még cím nélküli első albumuk stúdiómunkálatainak véglegesítéséhez: az énekek felvételének, a keverésnek és a maszterelésnek. Ezek a munkálatok a Collins & Behnam Lotfi melletti másik tagja, Némethy Gábor (azaz Collinsnak) Groovejack stúdiójában készült el 2009 áprilisa és júliusa között.
Mire a nagylemez elkészült, a zenekar tagjai megállapodtak abban, hogy a zenekar neve Compact Disco, az album címe pedig Stereoid lesz. A felvétel meghallgatása után a független lemezkiadó, a CLS Music (akkor még CLS Records) érdeklődést mutatott iránta. 2009 szeptemberében aláírták a szerződést, és a nagylemez decemberben megjelent.

### A Stereoid és a zenekar bővülése
Az együttes 2010 januárjától kezdett koncertezni, főleg Magyarországon, de Erdélyben is. Az első videóklipjüket az I’m in Love című számukhoz forgatták, ami hamarosan számottevő népszerűségre tett szert és számos magyar slágerlistán az első tíz közé került. A klipet nem sokkal az első albumuk megjelenése előtt 2009 novemberében forgatták a Studio X, egy videóklip- és reklámfilmkészítő csoport gyártásában.
Nem sokkal a Stereoid megjelenése után a Compact Disco-t jelölték a 2010-es Fonogram-díjra „Az év elektronikus zenei produkciója” kategóriában.

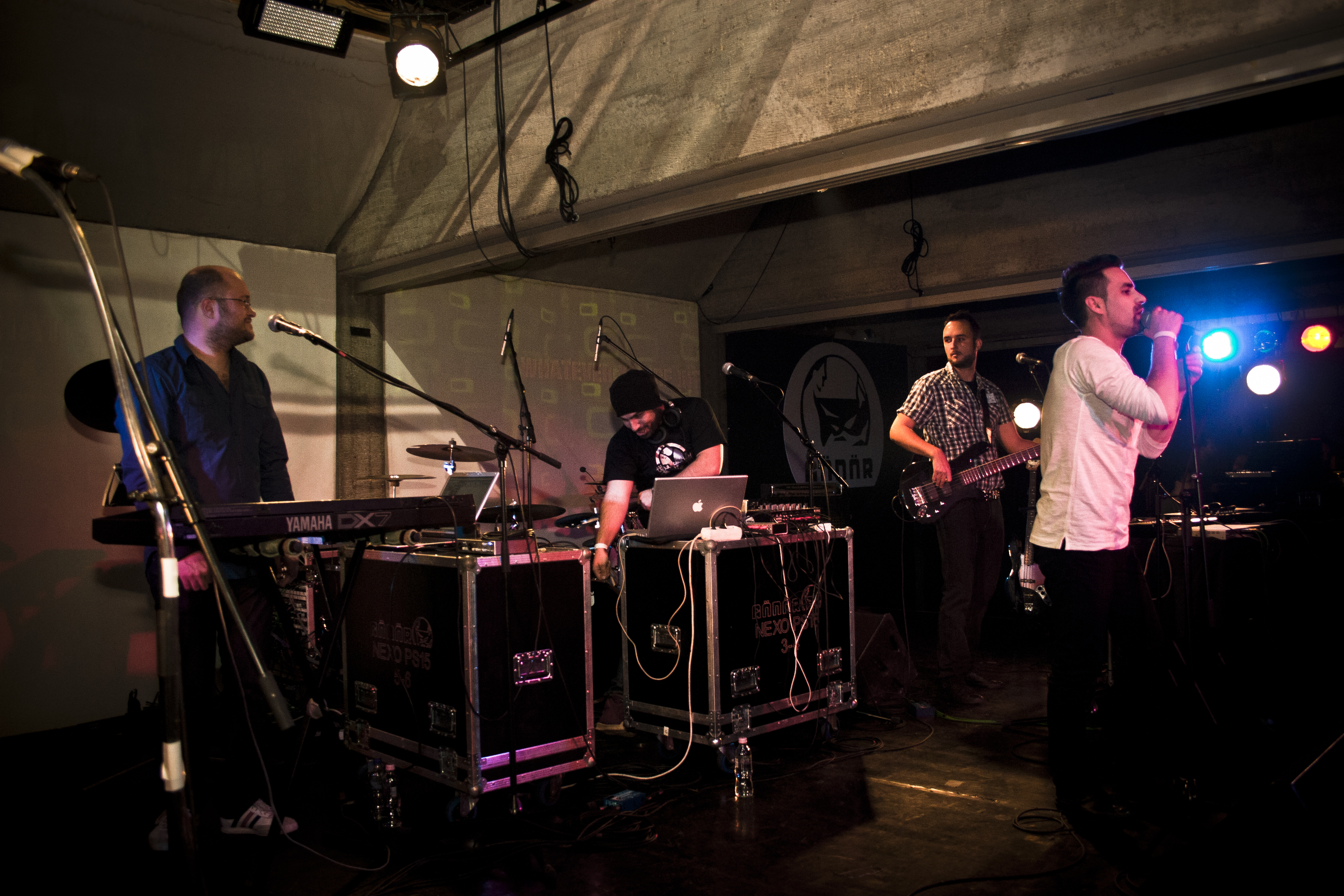
A Compact Disco 2010. december 1-jén. Balról jobbra: Pál Gábor, Lotfi Behnam, Sándor Attila és Walkó Csaba

Mivel a magyar közönségben az „I’m in Love” sikere ellenére sem nagyon tudatosult, hogy a Compact Disco egy zenekar és egy magyar zenekar, ezért a zenekar második videóklipként egy, csak a zenekart bemutató úgynevezett image-klip leforgatása mellett döntött. Erre 2010 májusában került sor a Without You című számra, ismét a Studio X közreműködésével.
Ugyanebben a hónapban egy újabb jelölést kapott az együttes, a magyar Bravo magazin a zenekart „az év felfedezettje” kategóriában a 2010-es Otto-díjra jelölte. Szintén májusban a Magyar Rádió felkérte a Compact Disco-t, hogy az MR2 Petőfi adón futó Akusztik műsorban lépjenek fel repertoárjuk egy a műsorhoz illő, akusztikusabb hangszerelésű változatával. A felvétel 2010. szeptember 7-én került először adásba.
A 2010-es nyári fesztiválidényben a zenekar szinte az összes jelentősebb magyar fesztiválon fellépett és ugyanerre az időszakra esett, hogy a magyar MTV Icon című műsorában Ákos két dalát dolgozza fel. A fesztiválkoncertekre Pál és Walkó felkérte egykori Brownfield-beli zenekartársát, a basszusgitáros Sándor Attilát, hogy a fellépéseken csatlakozzon az együtteshez, aki nem sokkal később, novemberben a zenekar tagjává vált. Bizonyos alkalmakkor egy dobos is része volt a koncert-felállásnak. Ugyancsak 2010 novemberében a Red Bull felkérésére a zenekar leforgatta harmadik videóklipjét a Fly or Dive című számukra, ezúttal már harmadszorra a Studio X-szel közösen.
Az év során az I’m in Love és remixei minimum az első negyven közé jutva számos slágerlistára felkerültek, többek között az brit Buzz Chartra és a svájci Swiss DJ Chartsra is. A dal első helyre került a magyar dance slágerlistán, a VIVA Club Charton Világszerte elismert DJ-k, köztük Dj. Tiësto, Ferry Corsten, Alex Gaudino, Oliver Lang, Mischa Daniels, Henry John Morgan, Chris Finan, Ant Nichols, és Paul Ughes műsorukra tűzték a számot.
A zenekar számos magyar művésznek készített remixeket, köztük a Holdviolának „Erdő, erdő” című számukra, illetve a „Bánat utca” című slágerükre, ami azonnal klubsiker lett. Emellett a népszerű előadó, Ákos számára is készítettek egy remixet 2010-es albumának második, „A fénybe nézz” című kislemezére.
2010. november 15-én, négy heti szavazás után az együttes a közönség szavazatai alapján megnyerte az MTV brand:new választást, amiben segítséget nyújtott a zenekar saját, Gémes Antos színművész közreműködésével készült „Segíts Antosnak!” című vírusvideó-sorozata, amelyre a reklámszakma is felfigyelt. 2010. december 6-án a Compact Disco ingyenes elérhetővé tette debütáló nagylemezét a Lángoló Gitárok zenei blogon.
2010 végén a zenekar elkezdett dolgozni második, II című nagylemezén. A felvételek a Compact Disco házi stúdiójában készültek az énekfelvételeket leszámítva, ezek ismét a Groovejack Stúdióban készültek, 2011 áprilisában. A keverést és a masteringet Deautsch Gábor, azaz Anorganik készítette Berlinben. Az album 2011. május 14-én jelent meg. Az album első kislemeze a Feel the Rain lett, mely a 2. helyig jutott az MR2 Petőfi Rádió Top 30-as listáján. Ettől kezdve a zenekar logója kissé megváltozott, hogy illeszkedjen a lemezborítóval megismert új arculathoz. A borítót és az új logó változatot a zenekar basszusgitárosa, Sándor Attila tervezte.
Az album megjelenése előtt, a növekvő magyarországi népszerűségüket jelezve a zenekart számos díjra jelölték és ezek közül párat meg is nyert. 2011 januárjában a Compact Disco-t három kategóriában ("Az év hazai elektronikus zenei produkciója", "Az év felfedezettje", "az év dala – I'm in Love") jelölték a 2011-es Fonogram Díjra. Az együttes a díjat megnyerte "Az év hazai elektronikus zenei produkciója" kategóriában 2011. március 2-án. Egy négy hónapos közönségszavazást követően, április 24-én a Compact Disco megnyerte a 2011-es Antropos.hu Díjat a „2010 legjobb albuma” kategóriában. Ugyancsak 2011 áprilisában a zenekart jelölték a magyarországi VIVA tévé Comet díjára a "Legjobb együttes" kategóriában.
A brit Age Media lemezkiadó leszerződött a "Stereoid" első három kislemezének világszerte történő kiadására, akárcsak a Universal Music Group Románia és Bulgária területére a 2011-es év folyamán.
2011. május 26-án a magyarországi Red Bull egy különleges rendezvényt szervezett az Uránia moziba a híres magyar zeneszerző és zongoravirtuóz, Liszt Ferenc születésének 200. évfordulójának tiszteletére Liszt Remix címmel. Erre négy zenekart, köztük a Compact Disco-t kérték fel, hogy dolgozzák fel, remixeljék és illesszék be Liszt valamelyik művét a három vagy négy számos előadásukba. A Compact Disco a 2. magyar rapszódiát választotta, amelyet egy gyors, drum and bass darabbá alakítottak, valamint a Szerelmi álom Nr. 3-at választották, amelyet Feel the Rain című számukba integráltak, annak intrójaként. Ezen kívül Without You című számukat klasszikus hangszerelésben adták elő, amelyet az MR2 Petőfi Rádió kérésére fel is vettek, és az igen sokat játszotta is.
A 2012-es Eurovíziós Dalfesztivál A Dal magyarországi nemzeti döntőjének finalistái lettek a "Sound of Our Hearts" című dalukkal, majd a 2012. február 11-én rendezett döntőt meg is nyerték, így ők képviselhették Magyarországot a dalversenyen, ahol a 24. helyezést érték el 19 ponttal.
2018. március 3-án kiadták a 4. albumukat, ami teljes egészében magyar nyelvű dalokból áll, és tartalmazza a korábban kiadott kislemezeik dalait.
2018. október 26-án kiadták a Közel című dalukat, majd 2019. október elsején kiadták a Világom című dalukat. Ezt követte 2020-ban a Maradj otthon, majd 2021-ben a Minden rendben című kislemezük, amelyen a Hősök is közreműködik. 2022-ben újabb dalt jelentettek meg A múltunk nem felejt címmel, ezt követte az Engedd el 2023-ban.

## Tagok
- Walkó Csaba – ének (2008-tól napjainkig)
- Pál Gábor – billentyűs hangszerek (2008-napjainkig)

Live Session
- Áldott András – basszusgitár (2012-napjainkig)
- Török Emese – dobfelszerelés (2012-napjainkig)

Korábbi tagok
- Sándor Attila – basszusgitár (2010-2012)
- Lotfi Behnam  – frontember, groove-ok, extra zenei sávok, effektek (2008-2018[24])

## Diszkográfia

### Kislemezek és remixek
| Év   | Cím                                 | Kiadó                                              |
| ---- | ----------------------------------- | -------------------------------------------------- |
| 2009 | "I’m in Love" (remixes)             | CLS Music Mathouse Records Pandora Digital Records |
| 2010 | Without You (remixes)               | CLS Music                                          |
| 2010 | Fly or Dive                         |                                                    |
| 2011 | I’m in Love Without You Fly or Dive | Age Media & világszerte                            |
| 2011 | I’m in Love                         | Universal Music Group                              |
| 2012 | Sound of Our Hearts                 | CLS Music                                          |

További kislemezek: Feel the Rain (2011), Leave It Up To Me (2012) (közreműködik: MC Columbo), Fly with you (2012), We Will Not Go Down (2013), The Storm (2013), You Don’t Care (2013), Ms. Right (2014), Te meg én (2014), Csak a szó (2015), Van az úgy (2015), Veled (2017), Lazul a város (2018), Csak a miénk (2018), Közel (2018), Világom (2019), Maradj otthon (2020), Minden rendben (2021) (közreműködik: Hősök), A múltunk nem felejt (2022), Engedd el (2023)

### Nagylemezek
| Év   | Cím              | Kiadó     |
| ---- | ---------------- | --------- |
| 2009 | Stereoid         | CLS Music |
| 2011 | II               | CLS Music |
| 2012 | Two Point Five   | CLS Music |
| 2013 | The Storm        | Tom-Tom   |
| 2018 | Compact Disco 4. | Magneoton |

### A Compact Disco által készített remixek
| Év   | Előadó              | Szám          |
| ---- | ------------------- | ------------- |
| 2009 | Odett és a Go Girlz | Móló          |
| 2010 | Holdviola           | Bánat utca    |
| 2010 | Holdviola           | Erdő, erdő    |
| 2010 | Ákos                | A fénybe nézz |

## Elismeréseik
| Év   | Díj                     | Kategória                                  | Díjazott alkotás    | Eredmény | Forrás               |
| ---- | ----------------------- | ------------------------------------------ | ------------------- | -------- | -------------------- |
| 2010 | Fonogram díj            | az év hazai elektronikus zenei produkciója | Stereoid            | Jelölve  | [ 25 ]               |
| 2010 | Bravo Otto-díj          | az év hazai felfedezettje                  | N/A                 | Jelölve  | [ 26 ] [ 27 ]        |
| 2011 | Fonogram díj            | az év hazai elektronikus zenei produkciója | Stereoid            | Elnyerte | [ 28 ] [ 29 ]        |
| 2011 | Fonogram díj            | az év hazai felfedezettje                  | N/A                 | Jelölve  | [ 28 ] [ 29 ]        |
| 2011 | Fonogram díj            | az év dala                                 | I’m in Love         | Jelölve  | [ 29 ]               |
| 2011 | Antropos.hu-díj         | 2010 legjobb albuma                        | Stereoid            | Elnyerte | [ 30 ]               |
| 2011 | VIVA Comet              | legjobb együttes                           | N/A                 | Jelölve  | [ 31 ] [ 32 ]        |
| 2011 | MTV Europe Music Awards | regionális díj – legjobb magyar előadó     | N/A                 | Elnyerte | [ 33 ] [ 34 ] [ 35 ] |
| 2012 | Fonogram díj            | az év hazai elektronikus zenei produkciója | N/A                 | Jelölve  | [ 36 ] [ 37 ]        |
| 2012 | Bravo Otto-díj          | az év hazai együttese                      | N/A                 | Jelölve  | [ 38 ] [ 39 ]        |
| 2012 | Bravo Otto-díj          | az év hazai dala                           | Sound of Our Hearts | Jelölve  | [ 38 ] [ 39 ]        |
| 2012 | VIVA Comet              | legjobb együttes                           | N/A                 | Jelölve  | [ 40 ] [ 41 ]        |